# Mikołaj Zapalski
Mikołaj Zapalski – polski paleontolog, profesor nauk o Ziemi i środowisku, profesor na Wydziale Geologii Uniwersytetu Warszawskiego. Laureat nagród naukowych Wydziału III PAN: Nagrody Naukowej im. Ignacego Domeyki (2012) oraz Nagrody Naukowej im. Stanisława Staszica (2024). Specjalizuje się w badaniach koralowców i raf paleozoicznych. Zajmuje się także popularyzacją wiedzy geologicznej i biologicznej. Redaktor w interdyscyplinarnym czasopiśmie PLOS One. 

## Życiorys
Ukończył studia na Wydziale Geologii Uniwersytetu Warszawskiego. 20 czerwca 2008 obronił pracę doktorską pt. Koralowce denkowe z dewonu południowej części Gór Świętokrzyskich (Polska), a 20 kwietnia 2018 habilitował się na podstawie oceny dorobku naukowego i pracy zatytułowanej Fotosymbioza koralowców denkowych.
Został zatrudniony na stanowisku adiunkta w Instytucie Paleobiologii im. Romana Kozłowskiego Polskiej Akademii Nauk, a od 2010 roku w Instytucie Geologii Podstawowej na Wydziale Geologii Uniwersytetu Warszawskiego. W 2025 otrzymał tytuł profesora.
W 2018 roku został upamiętniony w nazwie ichnoskamieniałości Anoigmaichnus zapalskii.

## Wybrane publikacje
- 1999: New tabulate coral from the Tournaisian of the Dębnik Anticline, Poland[1]
- 2006: La Vie en Ardenne occidentale au Paléozoïque supérieur (Dévonien-Carbonifère, -416 à –299 Ma): paléobiodiversité, événements paléobiologiques, paléoenvironnements, paléobiogéographie[1]
- 2007: Parasitism versus commensalism – the case of tabulate endobionts[1]
- 2007: The palaeobiodiversity of stromatoporoids, tabulates and brachiopods in the Devonian of the Ardennes – changes through time[1]
- 2008: Late Famennian?Chaetosalpinx in Yavorskia (Tabulata): the youngest record of tabulate endobionts[1]
- 2012: Tabulate Corals from The Givetian and Frasnian of the Southern Region of the Holy Cross Mountains (Poland)[12]
- 2017: Deep in shadows, deep in time: the oldest mesophotic coral ecosystems from the Devonian of the Holy Cross Mountains (Poland)[13]
- 2017: Tabulate corals across the Frasnian/Famennian boundary: architectural turnover and its possible relation to ancient photosymbiosis[14]
- 2019: The Silurian mesophotic coral ecosystems: 430 million years of photosymbiosis[15]